# Lamentis
«Lamentis» es el tercer episodio de la serie de televisión estadounidense Loki, basada en Marvel Comics con el personaje Loki en el papel protagonista. El argumento del episodio sigue a las versiones alternativas del personaje mientras están varados durante un apocalipsis. El episodio está ambientado en Universo cinematográfico de Marvel (UCM), compartiendo continuidad con las películas de su franquicia. Bisha K. Ali escribió el guion y Kate Herron dirigió el episodio. Tiene una duración de 42 minutos. 
Tom Hiddleston repite su papel de Loki de la serie de películas, mientras que Sophia Di Martino interpreta a una versión femenina del personaje llamado Sylvie. Gugu Mbatha-Raw y Sasha Lane también protagonizan el episodio. Herron se unió a la serie en agosto de 2019. El episodio revela que Loki es bisexual, al igual que en los cómics, lo que Herron sintió que era importante reconocer en la serie. El rodaje se llevó a cabo en Pinewood Atlanta Studios, y el rodaje se realizó en el área metropolitana de Atlanta.
«Lamentis» fue lanzado en Disney+ el 23 de junio de 2021. Los críticos elogiaron las interacciones entre Hiddleston y Di Martino y señalaron similitudes entre el episodio y la serie Doctor Who, aunque se mezclaron en la decisión de la serie de desviarse de la narrativa más amplia; algunos apreciaron el mayor enfoque en la caracterización, mientras que otros opinaron que podría afectar el ritmo general de la serie. La confirmación de que Loki es bisexual también se destacó en las discusiones de críticos y fanáticos del episodio.

## Trama
Antes de que Loki y la Autoridad de Variación Temporal (AVT) lleguen en el año 2050 a Alabama para detenerla, la variante, también conocida como Sylvie, proyecta una memoria emulada en su agente cautivo de AVT, Hunter C-20, para recopilar información sobre la  ubicación de los Time-Keepers, los creadores de la AVT. Sylvie y Loki llegan a la TVA desde Alabama. Ella intenta visitar a los Guardianes del Tiempo mientras él intenta detenerla. Sin embargo, aparece el juez de AVT, Ravonna Renslayer, y los ataca. Loki usa un TemPad para teletransportarse a sí mismo y a Sylvie. 
Llegan a 2077 Lamentis-1, una luna que pronto será aplastada por un planeta, pero ninguno puede escapar debido a que el TemPad se ha quedado sin energía. Los dos se ponen de acuerdo para trabajar juntos porque Loki ha escondido mágicamente el TemPad y solo Sylvie sabe cómo recargarlo. Viajan subrepticiamente en un tren con destino al arca, una nave espacial de evacuación, con la intención de usarla para recargar el TemPad. Sin embargo, Loki se  emborracha y ataca a los guardias, quienes lo arrojan del tren. Sylvie le sigue el rastro, solo para descubrir que el TemPad se rompió en el proceso. Los dos cambian su plan, viajando a pie con la esperanza de apoderarse del arca para escapar. 
Durante el trayecto, Sylvie le dice a Loki que todos los empleados de la AVT son variantes, en vez de creaciones de los Time-Keepers, como afirmó el agente de la AVT, Mobius M. Mobius. Loki y Sylvie se abren camino a través de los guardias mientras escapan de una lluvia de meteoritos que intentan abordar el arca, pero es destruida por uno de ellos justo cuando llegan a ella, dejándolos varados.

## Producción

### Desarrollo
Para septiembre de 2018, Marvel Studios estaba desarrollando una serie limitada protagonizada por Tom Hiddleston de las películas del UCM. El CEO de Disney, Bob Iger, confirmó que Loki estaba en desarrollo en noviembre. Herron fue contratada para dirigir la serie en agosto de 2019. Ella y el escritor principal Michael Waldron son los productores ejecutivos junto a Kevin Feige, Louis D'Esposito, Victoria Alonso y Stephen Broussard de Hiddleston y Marvel Studios. El tercer episodio de la serie, titulado «Lamentis», fue escrito por Bisha K. Ali.

### Escritura
Al hablar de la variante usando el alias "Sylvie", Sophia Di Martino dijo que si bien el personaje se inspiró en Encantadora y Lady Loki de Marvel Comics, es una persona diferente con una historia de fondo distinta a la de esos personajes, así como a Loki de Hiddleston. «Lamentis» establece que Loki y Sylvie son bisexuales.  Herron, quien también es bisexual, dijo que reconocer esto era muy importante para ella ya que esto es parte de «quién es él y quién soy yo» y lo consideró un «pequeño paso». Ella continuó diciendo que el momento no quería «sentir como si estuviéramos metiendo algo» y la escena donde ocurrió era «el lugar correcto para que ocurriera esa conversación». Esta es la única vez en la serie que se reconoce, y Herron espera que «allanaría el camino para una exploración más profunda». Sophia Di Martino afirmó que ella e Hiddleston trataron de hacer del momento una «conversación natural entre dos conocidos» sin darle a la declaración «demasiado peso» y evitó dejar de comprender la importancia de cuál sería el momento.
La metáfora de Loki de que «el amor es un puñal» fue escrita «muy, muy rápido» por Waldron cuando estaba revisando el episodio. Como Loki estaba borracho en ese momento, eso «liberó a [Waldron]» para no pensar demasiado en ello, y también sabía que no debía tener más sentido ya que, al igual que las otras metáforas de Loki, «casi funciona». Hiddleston agregó que la metáfora era representativa de la experiencia de Loki con el amor hasta ese momento, ya que ha sido «una especie de ilusión en la que ha confiado y ha sido defraudado». Continuó diciendo que Loki pensaba que había creado algo profundo, aunque no lo era, y era una oportunidad para que Sylvie "explotara la burbuja de la pomposidad de Loki".

### Casting
El episodio está protagonizado por Tom Hiddleston como Loki, Sophia Di Martino como Sylvie, Gugu Mbatha-Raw como Ravonna Renslayer y Sasha Lane como Hunter C-20.: 37:36–37:53  También aparecen en el episodio Susan Gallagher como una granjera de Lamentian, Alex Van como Patrice, Ben Vandermey como Private Hudson y Jon Collin Barclay como Cabo Hicks. : 39:04 

### Filmación y efectos visuales
El rodaje tuvo lugar en los estudios Pinewood Atlanta en Atlanta, Georgia,: 9  con la dirección de Herron y Autumn Durald Arkapaw como directora de fotografía.: 2  El rodaje de las locaciones se llevó a cabo en el área metropolitana de Atlanta, incluso en una cantera en el norte de Georgia que se convirtió en la ciudad minera de Lamentis.: 10  La escena en el tren cuando Loki y Sylvie discuten su vida amorosa y mencionan su bisexualidad fue filmada con un «suave resplandor de luz púrpura (iluminación bisexual)» con varios personajes en la escena vestidos de azul en sus disfraces; incluyendo azul y rosa, que son los colores que representan su orientación sexual y la bandera del orgullo bisexual.
La secuencia final se presentó como una toma única, con momentos utilizados para ocultar los cortes de edición. Di Martino reveló que se filmó durante algunas noches, y cada segmento de la secuencia tomó de dos a tres tomas cada una. Herron decidió presentar solo una toma de esa secuencia para que la audiencia se sintiera como si estuviera con los personajes en ese momento, así como para aumentar el horror del apocalipsis. Arkapaw explicó que el guion no explicaba mucho por el momento y varios creativos idearon lo que implicaría la secuencia. La película Children of Men de 2006 fue una referencia para la secuencia, ya que Herron esperaba evocar «ese sentimiento» de estar con los personajes todo el tiempo, al igual que otras secuencias de un solo disparo, particularmente la de la primera temporada de True Detective que se rodó por el esposo de Arkapaw, Adam. Se usó una Steadicam cuando llegó el momento de filmar, después de que Arkapaw hubiera considerado filmarlo en la computadora de mano. La diseñadora de producción Kasra Farahani decoró el escenario con pintura de luz negra.
Los efectos visuales para el episodio fueron creados por Digital Domain, Lola, FuseFX, Rodeo FX, Method Studios, Luma Pictures, Cantina Creative, Crafty Apes y Rise.: 40:14–40:32 

### Música
En el episodio aparece el sencillo «Demons» de Hayley Kiyoko y «Dark Moon» de Bonnie Guitar. Marvel se acercó al autor noruego Erlend O. Nødtvedt y al músico Benedicte Maurseth para crear la canción asgardiana para beber cantada por Loki en el episodio. La canción, titulada «Jeg Saler Min Ganger», fue compuesta como una música folclórica tradicional, con Nødtvedt y Maurseth creando cuatro versos a pesar de que solo se usó uno en el episodio; la canción completa, conocida como «Very Full», está disponible en la banda sonora de la serie para los tres primeros episodios. Hannah Shaw-Williams de Screen Rant pensó que mientras el coro era «alegre y optimista», el verso escuchado en el episodio era «mucho más melancólico» con letras conmovedoras que «capturan el aislamiento y la soledad autoimpuestos de Loki».

## Marketing
Después del lanzamiento del episodio, Marvel anunció productos inspirados en el episodio como parte de su promoción semanal Marvel Must Haves para cada episodio de la serie, que incluye ropa, accesorios y una figura de Funko, Hot Toys Cosbaby y Marvel Legends.  Marvel también lanzó un póster promocional de «Lamentis», que presentaba la metáfora del episodio «el amor es una daga» de Loki.

## Lanzamiento
«Lamentis» fue lanzado por Disney+ el 23 de junio de 2021.

## Recepción

### Respuesta crítica
El agregador de reseñas Rotten Tomatoes informó una calificación de aprobación del 84% con una puntuación promedio de 7.46 / 10 basada en 34 reseñas.
Al revisar «Lamentis» para Rolling Stone, Alan Sepinwall opinó que «una serie que consta de seis episodios como esta no debería tener tiempo para desviarse de su narrativa principal al explorar más a los personajes». Sin embargo, añadió que el episodio «reconoce que si no entendemos quién es Sylvie, y las formas en que ella es y no es como su contraparte masculina, entonces ninguno de sus finales realmente importa». Sepinwall también afirmó creer que el episodio era «un excelente ejemplo de las formas en que estos nuevos programas de MCU pueden hacer las cosas de manera diferente a las películas sin dejar de sentirse parte de la misma historia, [solo que] más amplia».  Dándole al episodio una "B–", Caroline Siede de The A.V. Club dijo que el episodio estaba «repleto de estilo y lleno de ideas prometedoras», aunque se señaló que, si bien se podría describir fácilmente este episodio de Loki desde varios aspectos que aparecieron u ocurrieron, todavía se sentía como «la mitad de un episodio» que «nunca se pone en marcha» o tiene algo en juego. Aun así, «incluso un episodio de 'relleno' como este sigue siendo muy visible», con Siede señalando las diversas construcciones de mundos que ocurrieron y las secuencias de lucha «sólidas», pero deseó que «Lamentis» hubiera pasado más tiempo explorando la historia de Sylvie y se preguntó si el episodio «terminaría jugando mejor en retrospectiva una vez que sepamos hacia dónde se dirige la temporada».
Siddhant Adlakha escribió para IGN, diciendo que el episodio «recalca cuánto es esta serie como una rara entrada de Marvel con un estilo visual real. Sin embargo, a menudo se ve obstaculizado y termina al servicio de una historia que avanza en su lugar y concluye de manera bastante abrupta». Adlakha añadió que algunos de los diálogos eran «especialmente ingeniosos y al estilo Marvel, de una manera que se sentía nueva» con Robert Downey Jr. en Iron Man (2008), «pero ahora se siente como un sustituto rancio de la caracterización». También sintió que Loki debería «soltarse» y «disfrutar del caos infinito justo fuera de su marco», deseando que «la máquina de producción de Marvel se salga del camino [de los  directores creativos]» y les permita contar una historia inmersiva, donde los personajes «no se definen por una fórmula visual y narrativa, sino por la posibilidad»; Adlakha le proporcionó a «Lamentis» un 7 sobre 10.
Muchos comentaristas afirmaron que el episodio tenía similitudes con Doctor Who, mientras que Sepinwall elogió al episodio de aquella serie y la comparó con la película Before Sunrise (1995). La química entre los personajes de Hiddleston y Di Martino en el episodio también fue ampliamente aplaudida.

### Análisis
Los comentaristas discutieron la revelación de la variante tomando el apodo de Sylvie. Sepinwall comentó el episodio parecía más «el hábito del MCU de combinar aspectos de los personajes de los cómics… [en lugar de] un cebo y cambio», y señaló cómo Hiddleston y Di Martino estaban «claramente interpretando diferentes aspectos del mismo personaje».  Sam Barsanti de The A.V. Club creía que era «muy posible» que Sylvie fuera solo una versión diferente de Loki de una línea de tiempo diferente, ya que había una historia en las películas de cómics de combinar nombres y descripciones de varios personajes «solo por no tener que inventar algo completamente nuevo». Por el contrario, dado que Barsanti señaló que Sylvie aún tenía que decir que era «una Loki femenina» y que, aunque pida que no la llamen así, igualmente podría terminar siendo la Hechicera de UCM. Ethan Alter, de Yahoo!, opinó que cree que Sylvie, en última instancia, sería una fusión de la Loki femenina y hechicera, que había sido una teoría predominante y frecuente.
Muchos comentaristas también hablaron sobre la revelación de que Loki era bisexual. Siddhant Adlakha escribió para IGN: «aunque está muy lejos de cualquier demostración abierta de sexualidad […] es una manera agradable, aunque fugaz, de que Disney finalmente apriete el gatillo», y agregó que Loki era probablemente el personaje queer más destacado de Disney.  Saloni Gajjar, que escribe para The A.V. Club, calificó la revelación como «un gran acuerdo para los fanáticos del UCM», pero no lo encontró sorprendente, ya que Loki en los cómics es pansexual y de género no binario. Ella dijo que, además de que Phastos es gay en Eternals (2021) y la bisexualidad de Valkyrie se explorará en Thor: Love and Thunder (2022), Marvel Studios estaba «claramente tratando de superar las críticas por llegar tarde a la fiesta con su lúgubre representación LGBTQ+». 
Adam B. Vary, de Variety, afirmó notar que Loki fue el primer personaje queer de Marvel Studios. Sin embargo, Vary se desanimó porque el reconocimiento se estaba celebrando como un hito para la representación queer, ya que otros medios de superhéroes ya habían abrazado esa comunidad, con múltiples personajes en las series de televisión de DC Comics, incluido el Arrowverso. Además, la serie de Jessica Jones, de Marvel Television, tenía personajes lesbianas y trans. Vary concluyó que era un «importante paso adelante para la representación LGBTQIA» en el UCM, pero quedaba por ver si Loki sería capaz de «expresar amor o atracción sexual entre personas del mismo sexo» como lo han hecho las parejas heterosexuales en la franquicia. Matt Patches y Susana Polo escribieron para Polygon que el momento parecía «pesado» en comparación con los anuncios anteriores de Disney que promocionaban un personaje gay en una película de Walt Disney Animation Studios o Pixar que equivalía a una sola toma o línea de diálogo, pero advirtieron que desde Loki aún no se había visto en ninguna relación en el UCM; se aplicó el concepto del «personaje queer asexuado», que es «tanto una pieza de propaganda homofóbica como el personaje queer villano».